# Christusforum Deutschland
Das Christusforum Deutschland (Eigenschreibweise ChristusForum Deutschland) ist ein Zusammenschluss von Gemeinden aus der Tradition der Brüderbewegung, die zum Bund Evangelisch-Freikirchlicher Gemeinden (abgekürzt: BEFG) gehören. Innerhalb des BEFG, der sich mehrheitlich aus Baptistengemeinden zusammensetzt, bildet das Christusforum Deutschland einen relativ autonomen Verbund mit eigenständigen Strukturen.
Bis 2019 hieß die Organisation Arbeitsgemeinschaft der Brüdergemeinden.

## Geschichte

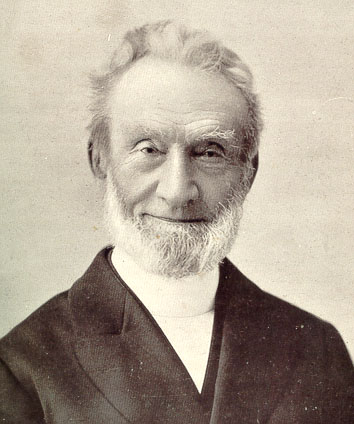
Georg Müller

Die Geschichte des Christusforums Deutschland geht zurück auf die weltweite Brüderbewegung, die 1827 in England entstand und seit Mitte des 19. Jahrhunderts auch in Deutschland vertreten ist. Einer der Gründerväter, auf den sich die in der Arbeitsgemeinschaft zusammengeschlossenen Gemeinden besonders berufen, ist Georg Müller, der bekannte Waisenvater von Bristol in England. Nachdem sich John Nelson Darby 1848 mit einem Teil der Brüderbewegung (den „Darbysten“ oder „Geschlossenen Brüdern“) aus theologischen Gründen von Müller getrennt hatte, nannte man die Gruppe um Georg Müller „Offene Brüder“ (auch „Freie Brüder“). In Deutschland fassten die „Offenen Brüder“ erst ab Ende des 19. Jahrhunderts Fuß.
Die „geschlossenen“ Brüdergemeinden wurden am 13. April 1937 von den Behörden des Dritten Reiches verboten. Es gelang ihnen allerdings im Mai desselben Jahres, sich mit Erlaubnis der Behörden als Bund freikirchlicher Christen (BfC) neu zu konstituieren. Diesem Bund traten im November 1937 auch die „Offenen Brüder“ bei. 1941/42 vereinigte sich der BfC mit dem Bund der Baptistengemeinden zum Bund Evangelisch-Freikirchlicher Gemeinden in Deutschland.
Während in den Jahren nach der nationalsozialistischen Herrschaft zahlreiche „geschlossene“ Brüdergemeinden den BEFG verließen, verblieb ein Großteil der „Offenen Brüder“ mit den Baptisten in der gemeinsamen Bundesgemeinschaft. Um die Identität der Brüdergemeinden zu wahren und zu fördern, wurde immer wieder nach strukturellen Möglichkeiten gesucht, ihnen innerhalb des von Baptisten majorisierten Bundes einen eigenen Raum zu eröffnen. 1980 kam es deshalb zur Gründung der Arbeitsgemeinschaft der Brüdergemeinden im BEFG. Diese Arbeitsgemeinschaft steht inzwischen nicht nur Gemeinden offen, die auch zum BEFG gehören, sondern ist auch ein Angebot an alle Gemeinden der Brüderbewegung, die für ihre Aktivitäten und Bedürfnisse nach einem überörtlichen Dach suchen.
Die Arbeitsgemeinschaft der Brüdergemeinden hat sich zum Beginn des Jahres 2020 in ChristusForum Deutschland umbenannt.

## Lehre und Praxis
Die theologische Übereinkunft des Christusforums Deutschland ist geprägt von den Stichworten Bibeltreue, Allgemeines Priestertum sowie der unbedingten Notwendigkeit von Evangelisation und Diakonie. Im Zentrum des gemeindlichen Lebens stehen die sonntägliche Abendmahlsfeier und die damit verbundene Anbetung des gekreuzigten, auferstandenen und wiederkommenden Herrn Jesus Christus.
Wichtig für die Gemeinden des Christusforums Deutschland ist nicht nur die Offenheit für andere (auch außerhalb des BEFG stehenden) Gemeinden der Brüderbewegung, sondern für alle, die – ungeachtet ihrer konfessionellen Bezeichnung – Glieder am Leib Christi sind.
Das Christusforum Deutschland hält in seinem Schriftverständnis an der heilsgeschichtlichen Schau der Bibel (Dispensationalismus) fest und teilt sie im Wesentlichen auch mit den anderen Flügeln der Brüderbewegung. Ihre Verkündigung ist in der Regel christozentrisch.
Um ihre Lehrauffassungen den Gemeinden und Mitarbeitern auf breiter Ebene zugänglich zu machen, hat die Arbeitsgemeinschaft ein Handbuch erarbeitet und online gestellt. Mit diesem Handbuch zusammen wird auch ein dreijähriger biblisch-theologischer Kurs angeboten, der verschiedenen Lernmodule beinhaltet.

## Organisation und Statistik

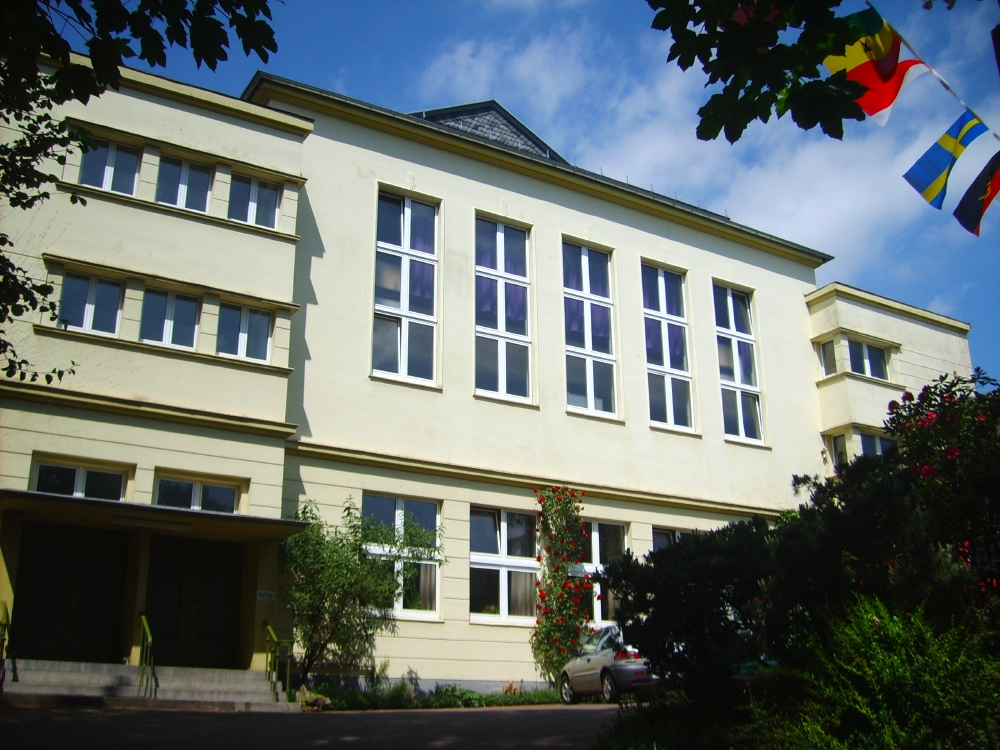
Christusforum-Deutschland-Gemeindehaus Wuppertal, Else-Lasker-Schüler-Straße (früher Baustraße)

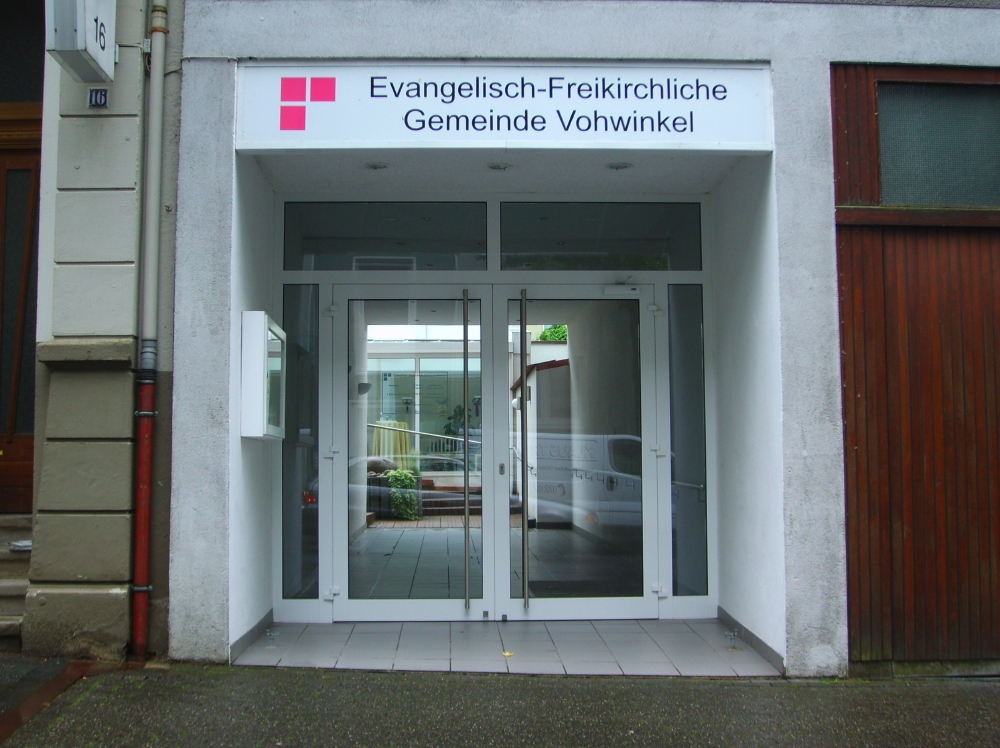
Christusforum-Deutschland-Gemeindehaus Wuppertal-Vohwinkel

Zum Christusforum Deutschland gehören 145 Gemeinden mit ca. 9000 Mitgliedern (ohne Kinder und Freunde). Die sogenannte Jahresversammlung, zu der die Mitgliedsgemeinden entsprechend ihrer Größe einen oder mehrere Abgeordnete entsenden, ist das entscheidende Gremium für die inneren Belange der Arbeitsgemeinschaft der Brüdergemeinden.

### Vorstand und Geschäftsführung
Die Jahresversammlung beruft den Vorstand, der – entsprechend der Zahl der Christusforum-Deutschland-Regionen – aus dreizehn ehrenamtlichen Mitgliedern besteht. Hinzu kommen aus dem Kreis der hauptamtlichen AGB-Mitarbeiter fünf weitere Vorstandsmitglieder. Der Vorstand bestellt eine Geschäftsführung, die mit der Durchführung der Beschlüsse und der laufenden Arbeit beauftragt ist. Dieses Gremium besteht aus dem Geschäftsführer, dem Leiter der Verwaltungsstelle sowie den Leitern der verschiedenen Arbeitskreise.
Über ihren Vorstand sind die Mitgliedsgemeinden des Christusforums Deutschland auch in der Leitungsspitze (Rechtsvertretung und Präsidium) des Bundes Evangelisch-Freikirchlicher Gemeinden vertreten.

### Arbeitskreise
Um gezielter und praxisorientierter zu arbeiten, hat das Christusforum Deutschland fünf Arbeitskreise (abgekürzt: AK) eingerichtet, die für ihre Gemeinden und deren Mitarbeiter Schulungen und praktische Begleitung anbieten.
AK 1: Gemeindeberatung & Seelsorge
AK 2: Schulung & Theologie
AK 3: Evangelisation & Neulandmission
AK 4: Hauptberufliche Mitarbeiter
AK 5: Arbeit mit Kindern, Teenies und Jugendlichen
In jüngerer Zeit wurde ein weiterer Arbeitskreis eingerichtet, der sich mit „gemeindenaher Diakonie“ beschäftigt.

### Arbeitszweige (in Auswahl)
Besondere Arbeitszweige sind die Zeltmission und zwei Wanderausstellungen, von denen sich eine mit der Geschichte und dem Inhalt der Bibel befasst und die andere mit den Weltreligionen. Zu dieser Ausstellung gehört das Begleitbuch Phänomen Weltreligionen.